# Liefs uit Londen
Liefs uit Londen is de eerste single van de Zeeuwse band BLØF, afkomstig van hun tweede album Helder uit september 1997. Op 30 januari 1998 werd het nummer op single uitgebracht.

## Achtergrond
De single werd een radiohit in Nederland en was in week 8 van 1998 de 259e Megahit op destijds Radio 3FM en Paradeplaat op Radio 2 en bereikte de 12e positie in de publieke hitlijst; de Mega Top 100 op Radio 3FM en stond maar liefst 21 weken in de lijst genoteerd. In de Nederlandse Top 40 op Radio 538 werd de 13e positie bereikt en stond de single 11 weken in deze lijst genoteerd.
In België (Vlaanderen) werd de single wel veel gedraaid op de radio, maar werden desondanks zowel de Vlaamse Ultratop 50 als de Vlaamse Radio 2 Top 30 niet bereikt. 
Sinds de allereerste editie in december 1999 staat de single onafgebroken genoteerd in de jaarlijkse NPO Radio 2 Top 2000 van de Nederlandse publieke radiozender NPO Radio 2, met als hoogste noteringen een 55e positie in zowel 2001 als 2004.

## Nummer info
De tekst van het nummer werd geschreven door Peter Slager, bassist van de band, die zich liet inspireren door het bordspel Reis om de Wereld in 80 Dagen. Pianist Bas Kennis schreef vervolgens een melodie bij de tekst, die door de groep nogal "kleinkunsterig" en romantisch werd gevonden.
De bandoneon in het nummer werd gespeeld door Leo Vervelde.
Hoewel de groep het nummer oorspronkelijk niet uit wilde brengen als single, werden ze daartoe toch overtuigd door manager Frank van der Meijden. Het nummer werd uitgebracht op single, opgepikt door Radio 3FM en Radio 2 en groeide uit tot de eerste hit van BLØF.

## Hitnoteringen

### Nederlandse Top 40
| "Liefs uit Londen" in de Nederlandse Top 40 -- binnen: 28-02-1998 | "Liefs uit Londen" in de Nederlandse Top 40 -- binnen: 28-02-1998 | "Liefs uit Londen" in de Nederlandse Top 40 -- binnen: 28-02-1998 | "Liefs uit Londen" in de Nederlandse Top 40 -- binnen: 28-02-1998 | "Liefs uit Londen" in de Nederlandse Top 40 -- binnen: 28-02-1998 | "Liefs uit Londen" in de Nederlandse Top 40 -- binnen: 28-02-1998 | "Liefs uit Londen" in de Nederlandse Top 40 -- binnen: 28-02-1998 | "Liefs uit Londen" in de Nederlandse Top 40 -- binnen: 28-02-1998 | "Liefs uit Londen" in de Nederlandse Top 40 -- binnen: 28-02-1998 | "Liefs uit Londen" in de Nederlandse Top 40 -- binnen: 28-02-1998 | "Liefs uit Londen" in de Nederlandse Top 40 -- binnen: 28-02-1998 | "Liefs uit Londen" in de Nederlandse Top 40 -- binnen: 28-02-1998 |
| Week                                                              | 1                                                                 | 2                                                                 | 3                                                                 | 4                                                                 | 5                                                                 | 6                                                                 | 7                                                                 | 8                                                                 | 9                                                                 | 10                                                                | 11                                                                |
| ----------------------------------------------------------------- | ----------------------------------------------------------------- | ----------------------------------------------------------------- | ----------------------------------------------------------------- | ----------------------------------------------------------------- | ----------------------------------------------------------------- | ----------------------------------------------------------------- | ----------------------------------------------------------------- | ----------------------------------------------------------------- | ----------------------------------------------------------------- | ----------------------------------------------------------------- | ----------------------------------------------------------------- |
| Nummer                                                            | 28                                                                | 19                                                                | 16                                                                | 13                                                                | 13                                                                | 13                                                                | 13                                                                | 21                                                                | 29                                                                | 33                                                                | 38                                                                |

### Mega Top 100
259e Megahit op Radio 3FM week 8 1998.
| "Liefs uit Londen" in de Mega Top 100 -- binnen: 07-02-1998 | "Liefs uit Londen" in de Mega Top 100 -- binnen: 07-02-1998 | "Liefs uit Londen" in de Mega Top 100 -- binnen: 07-02-1998 | "Liefs uit Londen" in de Mega Top 100 -- binnen: 07-02-1998 | "Liefs uit Londen" in de Mega Top 100 -- binnen: 07-02-1998 | "Liefs uit Londen" in de Mega Top 100 -- binnen: 07-02-1998 | "Liefs uit Londen" in de Mega Top 100 -- binnen: 07-02-1998 | "Liefs uit Londen" in de Mega Top 100 -- binnen: 07-02-1998 | "Liefs uit Londen" in de Mega Top 100 -- binnen: 07-02-1998 | "Liefs uit Londen" in de Mega Top 100 -- binnen: 07-02-1998 | "Liefs uit Londen" in de Mega Top 100 -- binnen: 07-02-1998 | "Liefs uit Londen" in de Mega Top 100 -- binnen: 07-02-1998 | "Liefs uit Londen" in de Mega Top 100 -- binnen: 07-02-1998 | "Liefs uit Londen" in de Mega Top 100 -- binnen: 07-02-1998 | "Liefs uit Londen" in de Mega Top 100 -- binnen: 07-02-1998 | "Liefs uit Londen" in de Mega Top 100 -- binnen: 07-02-1998 | "Liefs uit Londen" in de Mega Top 100 -- binnen: 07-02-1998 | "Liefs uit Londen" in de Mega Top 100 -- binnen: 07-02-1998 | "Liefs uit Londen" in de Mega Top 100 -- binnen: 07-02-1998 | "Liefs uit Londen" in de Mega Top 100 -- binnen: 07-02-1998 | "Liefs uit Londen" in de Mega Top 100 -- binnen: 07-02-1998 | "Liefs uit Londen" in de Mega Top 100 -- binnen: 07-02-1998 |
| Week                                                        | 1                                                           | 2                                                           | 3                                                           | 4                                                           | 5                                                           | 6                                                           | 7                                                           | 8                                                           | 9                                                           | 10                                                          | 11                                                          | 12                                                          | 13                                                          | 14                                                          | 15                                                          | 16                                                          | 17                                                          | 18                                                          | 19                                                          | 20                                                          | 21                                                          |
| ----------------------------------------------------------- | ----------------------------------------------------------- | ----------------------------------------------------------- | ----------------------------------------------------------- | ----------------------------------------------------------- | ----------------------------------------------------------- | ----------------------------------------------------------- | ----------------------------------------------------------- | ----------------------------------------------------------- | ----------------------------------------------------------- | ----------------------------------------------------------- | ----------------------------------------------------------- | ----------------------------------------------------------- | ----------------------------------------------------------- | ----------------------------------------------------------- | ----------------------------------------------------------- | ----------------------------------------------------------- | ----------------------------------------------------------- | ----------------------------------------------------------- | ----------------------------------------------------------- | ----------------------------------------------------------- | ----------------------------------------------------------- |
| Nummer                                                      | 90                                                          | 70                                                          | 34                                                          | 27                                                          | 26                                                          | 22                                                          | 15                                                          | 12                                                          | 12                                                          | 12                                                          | 19                                                          | 23                                                          | 28                                                          | 35                                                          | 38                                                          | 43                                                          | 63                                                          | 68                                                          | 71                                                          | 71                                                          | 79                                                          |

### NPO Radio 2 Top 2000
| Nummer met noteringen in de NPO Radio 2 Top 2000 | '99 | '00 | '01 | '02 | '03 | '04 | '05 | '06 | '07 | '08 | '09 | '10 | '11 | '12 | '13 | '14 | '15 | '16 | '17 | '18 | '19 | '20 | '21 | '22 | '23 | '24 |
| ------------------------------------------------ | --- | --- | --- | --- | --- | --- | --- | --- | --- | --- | --- | --- | --- | --- | --- | --- | --- | --- | --- | --- | --- | --- | --- | --- | --- | --- |
| Liefs uit Londen                                 | 189 | 81  | 55  | 57  | 62  | 55  | 63  | 83  | 75  | 65  | 131 | 129 | 151 | 200 | 228 | 283 | 223 | 298 | 351 | 382 | 401 | 451 | 532 | 487 | 458 | 589 |

1. ↑  Een vetgedrukt getal geeft de hoogste notering aan.

## Tracklist
Cd-maxi
1. "Liefs uit Londen" - 4:01
2. "Neer" (akoestisch opgenomen bij Omroep Zeeland 10-11-97) - 4:15
3. "Laten we gaan dan" (akoestisch opgenomen bij Omroep Zeeland 7-12-97) - 3:35

Cd-single
1. "Liefs uit Londen" - 4:01
2. "Neer" (Akoestisch) - 4:16